# Coptophylla borealis
Coptophylla borealis är en spindeldjursart som först beskrevs av Johan Ivar Liro 1940.  Coptophylla borealis ingår i släktet Coptophylla, och familjen Eriophyidae. Arten är reproducerande i Sverige.